# Jürgen Kreschel
Jürgen Kreschel (* 12. März 1969 in Stuttgart) ist ein deutscher Musiker und Produzent.
Er war eine feste Größe im Trancebereich und veröffentlichte insgesamt 72 Titel und div. Remixe. Seine größten Erfolge verbuchte er unter seinem Künstlernamen Pascal Device mit den Tranceklassikern Future in Past, Follow me into the light und Violet Space.
Zusammen mit Marco Zaffarano bildete er unter dem Namen Minimalism ein erfolgreiches Produzentenduo. Unter dem Label Harthouse wurden mehrere Scheiben der beiden veröffentlicht. Unter Silverplanet ebenso in England.
Weitere Formationen mit Jürgen Kreschel waren unter anderem Citizen X und LaBelle. 1999 veröffentlichte er zwei neue Scheiben: Rainman und Azure. Azure wurde ebenso in England erfolgreich veröffentlicht. Ein weiteres Highlight war der Metal Master Remix zusammen mit Marco Zaffarano. Mit Ultra Violet, der 2000er Version seines wohl mit größten Hits Violet Space, unterbrach Jürgen Kreschel Ende des Jahres 2000 seine Karriere auf unbestimmte Zeit.